# 與那原町
與那原町（日语：／ Yonabaru chō */?，琉球語：／ ）位於琉球列島沖繩群島沖繩島南部。為沖繩縣市町村中面積第二小，僅大於渡名喜村，也是沖繩島上面積最小的市町村。
現正與南城市、西原町共同填海開發中城灣。

## 地理

### 轄區
| - 東濱 - 板良敷 | - 上與那原 - 與那原 | - 新島 |

## 歷史
| 時間     | 行政劃分 | 行政劃分 | 行政劃分 | 行政劃分 | 行政劃分 |
| 琉球王國 | 大里間切 | 大里間切 | 玉成間切 | 知念間切 | 佐敷間切 |
| 1900年代 | 大里村   | 大里村   | 玉城村   | 知念村   | 佐敷村   |
| 1910年代 | 大里村   | 大里村   | 玉城村   | 知念村   | 佐敷村   |
| 1920年代 | 大里村   | 大里村   | 玉城村   | 知念村   | 佐敷村   |
| 1930年代 | 大里村   | 大里村   | 玉城村   | 知念村   | 佐敷村   |
| 1940年代 | 與那原町 | 大里村   | 玉城村   | 知念市   | 佐敷村   |
| 1950年代 | 與那原町 | 大里村   | 玉城村   | 知念村   | 佐敷村   |
| 1960年代 | 與那原町 | 大里村   | 玉城村   | 知念村   | 佐敷村   |
| 1970年代 | 與那原町 | 大里村   | 玉城村   | 知念村   | 佐敷村   |
| 1980年代 | 與那原町 | 大里村   | 玉城村   | 知念村   | 佐敷町   |
| 1990年代 | 與那原町 | 大里村   | 玉城村   | 知念村   | 佐敷町   |
| 2000年代 | 與那原町 | 南城市   | 南城市   | 南城市   | 南城市   |

- 1896年4月1日：實施郡區制，為島尻郡轄下大里間切。
- 1908年4月1日：實施島嶼町村制，改設為大里村。當時的與那原位於大里村的北部，已是非常繁榮的區域，甚至有沖繩縣營鐵道，開設那霸到與那原之間的鐵路。
- 1949年4月1日：大里村北部的與那原、上與那原和板良敷三個聚落分割獨立成與那原町。
- 2003年12月：與那原町、佐敷町、知念村、玉城村共同成立合併協議會。
- 2004年12月：協議會通過合併後新城市名稱為「東方市」，但在討論新市政府辦公大樓位置時，因為意見無法統合，協議會解散。其餘的三町村與同樣是脫離了在其他地區的合併協議會的大里村重新討論合併計畫，並於2006年1月1日成立了南城市。

## 交通

### 道路
| 國道 - 國道329號 - 國道331號 主要地方道 - 沖繩縣道77號糸滿與那原線 | 一般縣道 - 沖繩縣道139號線 - 沖繩縣道236號玉城那霸自行車道線 - 沖繩縣道240號南風原與那原線 |

## 教育

### 高等學校
- 沖繩縣立知念高等學校 （页面存档备份，存于）

### 中學校
- 與那原町立與那原中學校

### 小學校
| - 與那原町立與那原小學校 | - 與那原町立與那原東小學校 |

## 外部連結
- OpenStreetMap上有關與那原町的地理